# ذخیره‌گاه زیست‌کره ریو پالاتانو
ذخیره‌گاه زیست‌کره ریو پالاتانو (به اسپانیایی: Reserva de la biosfera de Río Plátano) یک ذخیره‌گاه زیست‌کره و ذخیره‌گاه طبیعی در هندوراس است که در La Mosquitia واقع شده‌است.